# كاثي سوليفان
كاثي سوليفان (بالإنجليزية: Kathie Sullivan)‏ هي مغنية أمريكية، ولدت في 31 مايو 1953 في أوشكوش في الولايات المتحدة.

## روابط خارجية
- كاثي سوليفان على موقع IMDb (الإنجليزية)